# Unimog

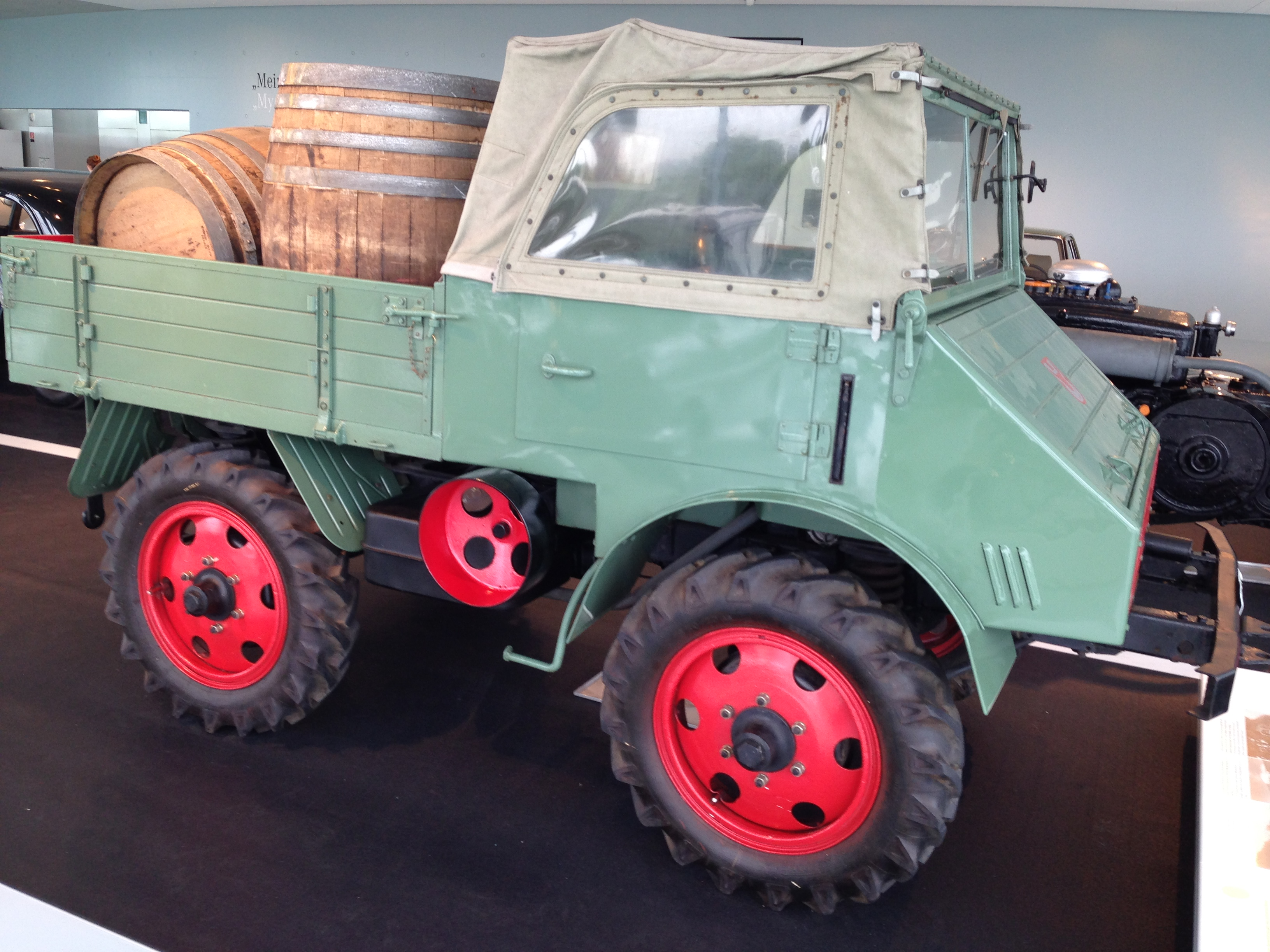
De Unimog 25PS (1949)

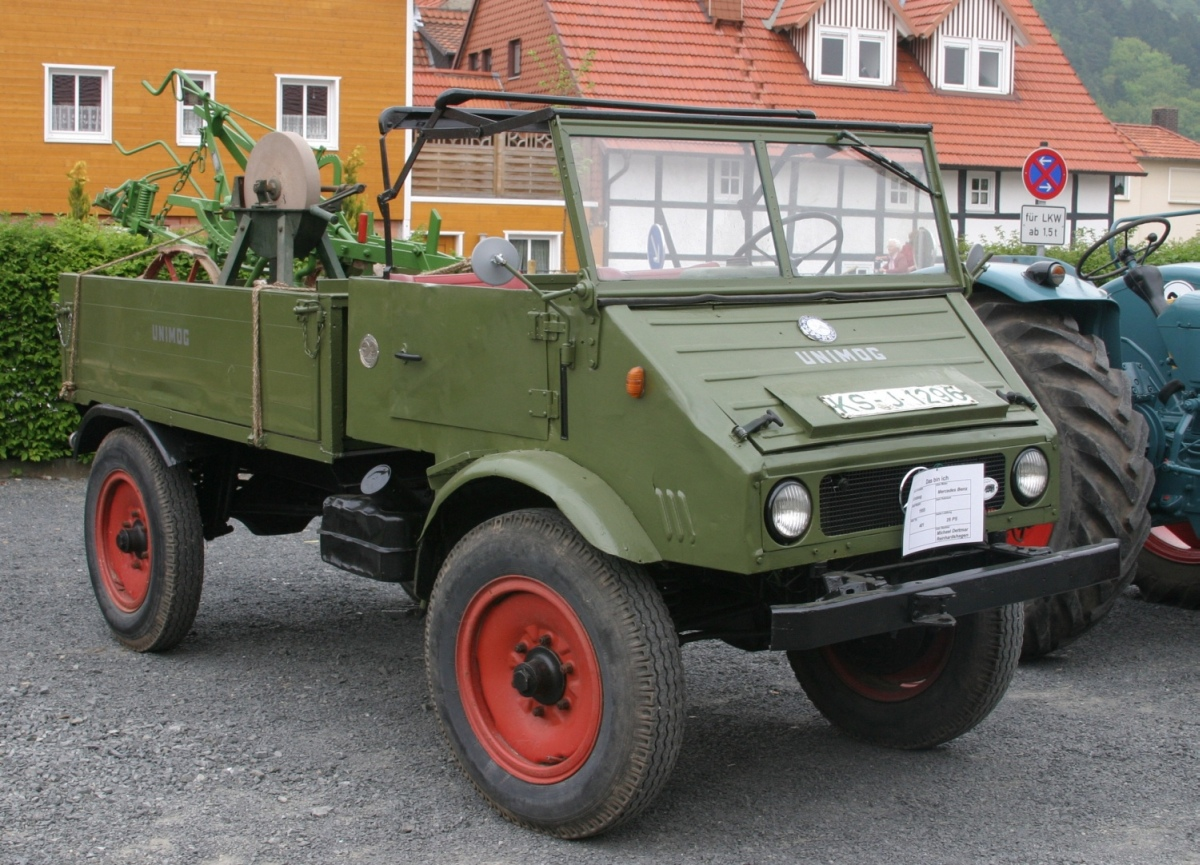
Een Unimog 401

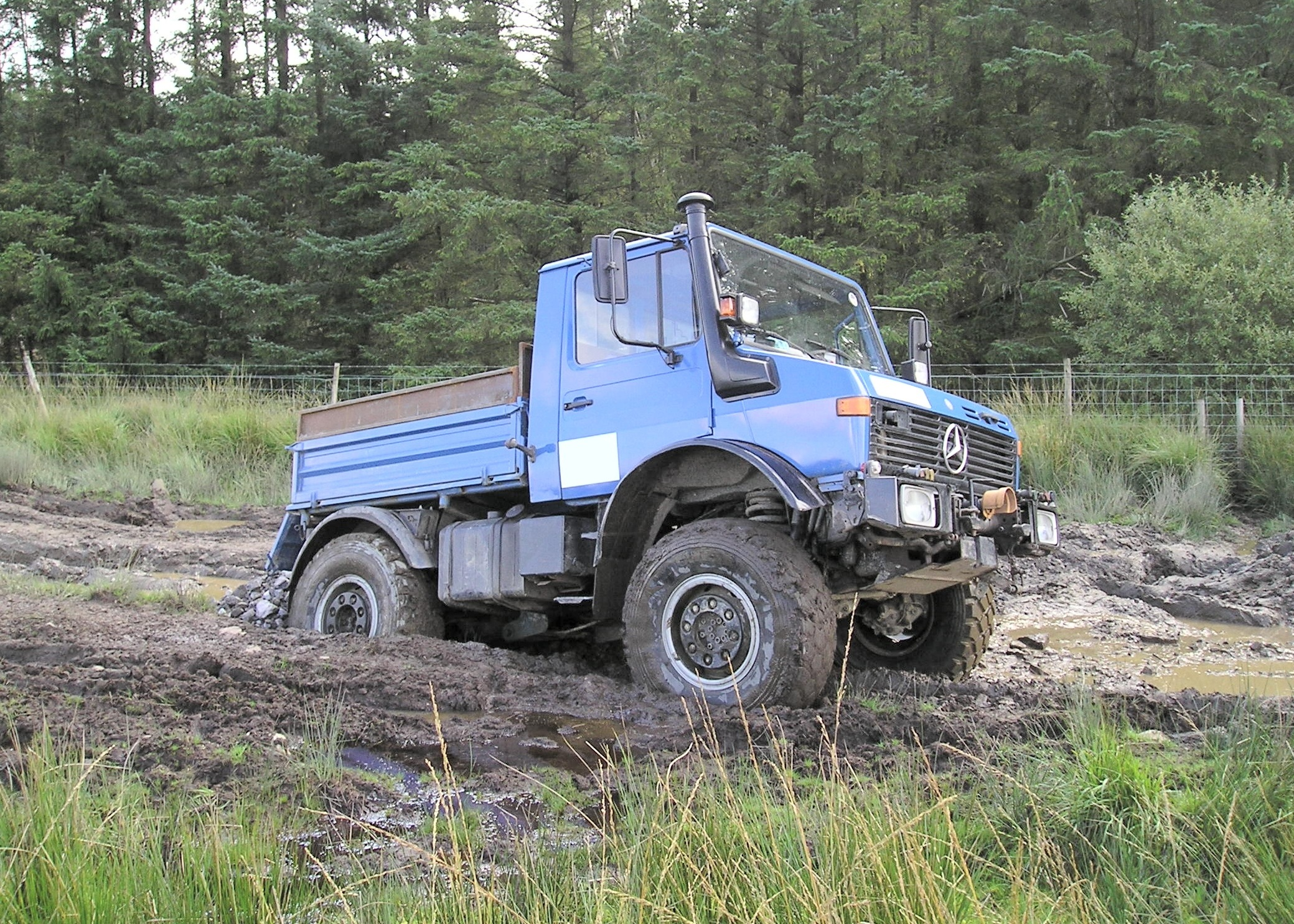
Een Unimog U 1600 in de modder

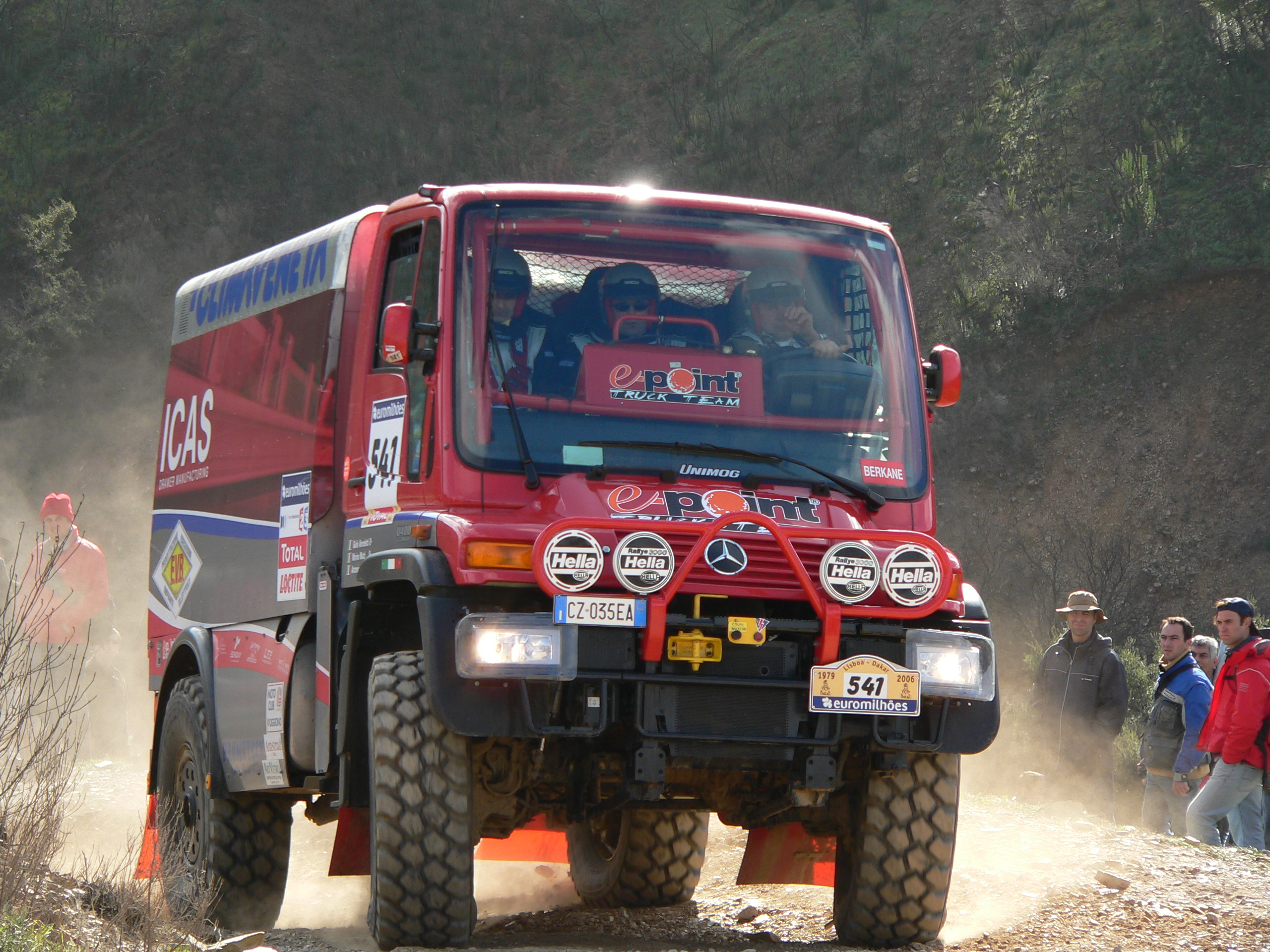
Een Unimog U400L tijdens de Dakar-rally 2006

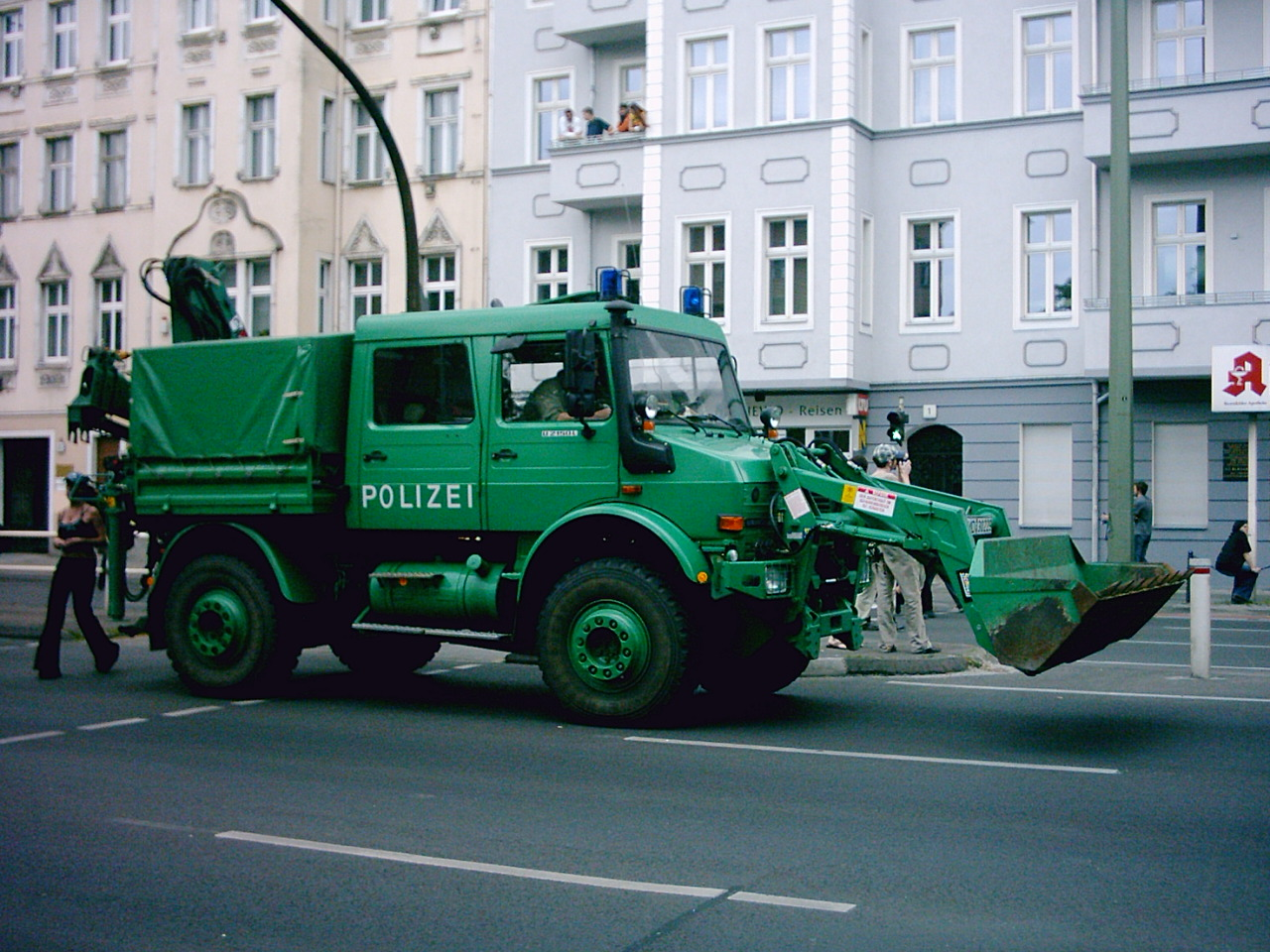
Een Unimog van de politie van Berlijn

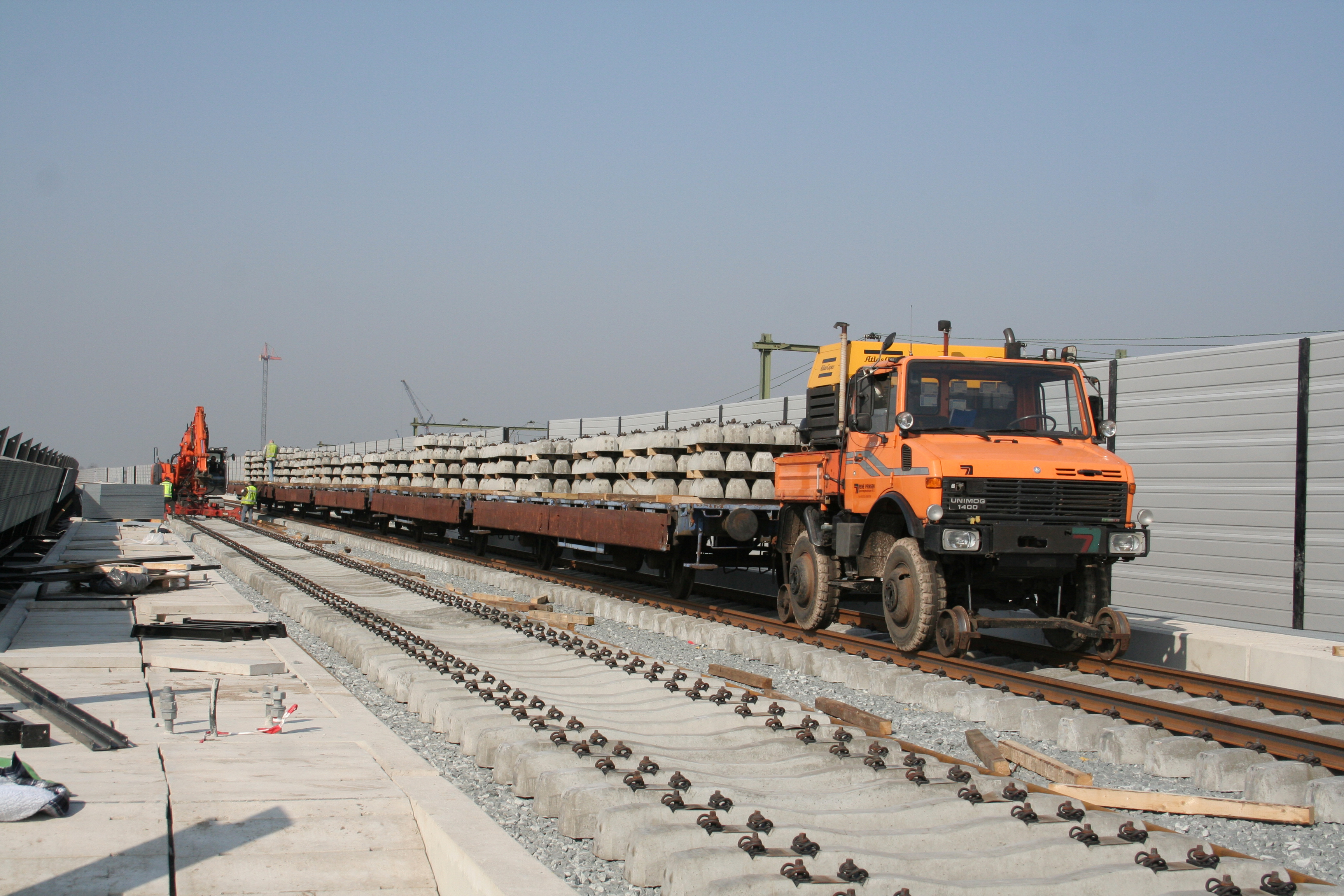
Een Unimog 1400 trekt een werktrein tijdens de bouw van het viersporig treinviaduct door Leidsche Rijn. Deze Unimog is voorzien van zowel wielen met luchtbanden als spoorwieltjes met flenzen.

De Unimog is een Duitse kleine vrachtwagen van Daimler-Benz, aanvankelijk geproduceerd door Boehringer. De naam komt van het Duitse UNIversal MOtor Gerät ("universele motor machine"). Het ontwerp dateert van kort na de Tweede Wereldoorlog. De Unimog wordt al decennia geleverd onder de merknaam Mercedes-Benz.
De Unimog was aanvankelijk bedoeld als langzaam rijdend landbouwvoertuig waarmee men op het land kon werken, en werktuigen kon aandrijven en transporteren. Hij heeft een zeer hoge bodemvrijheid en een flexibel frame, en kan op zeer oneffen terrein rijden. Daarom wordt hij ook door verschillende legers gebruikt.

## Geschiedenis
Albert Friedrich ontwierp het eerst model en tekende een overeenkomst met Erhard & Söhne in Schwäbisch Gmünd. De ontwikkeling begon op 1 januari 1946 en het eerste prototype was eind 1946 gereed. De spoorbreedte was zo groot als twee rijen gepote aardappelen. Vanaf 1947 werd de productie gestart, aanvankelijk met een dieselmotor van 25 pk. Het logo op deze eerste wagens werd gevormd door twee ossehoorns die een "U" vormden. Deze eerste serie werd door Boehringer gebouwd en wel om twee redenen. Allereerst hadden Erhard & Söhne niet de capaciteit om Unimogs te bouwen. Bovendien mocht Daimler-Benz destijds nog geen vierwielaangedreven voertuigen bouwen.

### Mercedes-Benz
In 1951 nam Mercedes-Benz de productie over. Boehringer was een producent van landbouwwerktuigen en had weinig ervaring met het maken van voertuigen op grote schaal. Mercedes-Benz had dit wel en beschikte ook over een dealernetwerk in binnen- en buitenland. Voortaan werd de Unimog in Gaggenau gebouwd. Westfalia Van Conversion bouwde van 1952 tot 1979 de cabines.
Vanaf 1953 versierde de Mercedesster de grille van de Unimog en in dat jaar kwam er ook een geheel gesloten cabine naast de eerdere versies met een vouwkap. Deze waren bekend onder de koosnaam "Froschauge" of "Westfaliacabine". Ook een Nederlandse producent en tevens importeur voor Nederland van Unimog, de firma Hoegen-Dijkhof, heeft een aantal jaren cabines voor de Unimog gebouwd. Dit waren een soort metalen dakjes (hardtop) die men op de cabrioversie kon bouwen. In mei 1966 werd de 100.000e Unimog geproduceerd.
De Unimog werd slechts zelden in de landbouw gebruikt. Om dit segment van de markt te bedienen lanceerde Daimler-Benz in 1972 een afgeleid voertuig, de MB Trac. Deze nieuwe tractor is gebouwd op basis van een Unimog.
De Unimog werd in Nederland ook geleverd aan de brandweer, de Explosieven Opruimingscommando Koninklijke Landmacht, het leger, de militaire ambulancedienst en de Heidemaatschappij. Unimogs worden verder gebruikt om in bergen te werken en sneeuw te ruimen (met een sneeuwschuiver). Ook zijn er op basis van de Unimogs 401, 421, 406, 417 bosbouwuitvoeringen gebouwd, te herkennen aan een door het Trierse bedrijf Werner geconstrueerde lier. Dit zijn meestal cabriolets, met een ronde tank en een staande uitlaat.
Er is op basis van de 406 een knikbestuurde bosbouwversie gebouwd de "Uniknick". Ook heeft een Unimog met rupsaandrijving bestaan, genaamd de "Unitrac". Voor de Deutsche Post AG werd een speciale luchthavenversie van de Unimog gebouwd, waarbij de achterzijde hydraulisch omhoog werd geheven.
Tegenwoordig heeft men het landbouwsegment afgeschaft en bouwt men alleen nog maar Unimogs voor gemeentelijke dienst (de "Kommunal") en als camper ("UNICAT"). In de Dakar-rally van 2006 reden twee Unimogs mee.

## Modellen
Er zijn verschillende modellen van de Unimog:
- 70200/2010
- 401/411/421/407/408
- 406/416/403/417/418
- 405 (2000 tot heden)
- 404/425/435/427/437 (1988 tot heden als 437.4)

In de eerste jaren was de Unimog vooral een simpel voertuig, met een eenvoudige open cabine, voorzien van een linnen dak en nauwelijks enig comfort. Halverwege de jaren vijftig werd als alternatief een gesloten cabine leverbaar, waarmee de bestuurder ook bij slecht weer redelijk comfortabel kon werken. 
In 1963 werd het Unimog-programma naar boven uitgebreid met de 403, 406 en 416, naar keuze voorzien van een comfortabeler, gesloten cabine en uitgerust met een zescilinderdieselmotor, in plaats van de viercilinder (deze bleef bij de 403) die werd gebruikt in de eerste Unimog. De nieuwe serie bood een hoger treingewicht, meer nuttig laadvermogen en betere prestaties. Met een verlengd chassis werd dit type zelfs een volwaardige truck. In die hoedanigheid was de Unimog in de jaren zestig en zeventig populair als militair voertuig.
Er zijn al diverse pogingen gedaan door allerlei fabrikanten om de Unimog te imiteren, hoewel meestal met weinig succes. Het enige wat kon worden nagebootst is het snelheidsbereik, dat varieert van een snelheid van enkele tientallen meters per uur tot een vrij normale wegsnelheid van bijna 90 kilometer per uur.
De nieuwe Unimogs worden aangedreven door elektronisch aangestuurde Euro3-dieselmotoren met een vermogen van 110 kW (150 pk) tot 160 kW (218 pk). Ze hebben standaard schijfremmen voor en achter en zijn voorzien van uitschakelbaar ABS.

### Unimog U500 Black Edition
In 2006 heeft Brabus een nieuwe "Funmog" ontworpen; ditmaal op basis van een U500. Deze U500 Black Edition is vooral gericht op de particuliere koper. Er is veel chroom aangebracht en de ramen zijn lichtgetint. Het interieur is in luxe materialen uitgevoerd: leer, alcantara, velours en carbon. Daarnaast kan hij ook worden geleverd met een 6,5 inch beeldscherm, dvd-navigatiesysteem en een cd-wisselaar. Er zijn maar liefst vijf exemplaren gefabriceerd.

## Trivia
- Medio augustus 2011 heeft LEGO een Unimog van het type U400 uitgebracht in de TECHNIC-serie ter ere van het 60-jarig jubileum.[1] Speciaal voor dit model hebben de LEGO-ontwerpers bijzondere LEGO-stenen ontworpen om zo de techniek van de echte Unimog zo goed mogelijk na te bootsen.
- In 2006 werd het Unimog Museum in Gaggenau geopend. Diverse voertuigen over de gehele productiegeschiedenis staan opgesteld. Het buitenterrein biedt de bezoeker de mogelijkheid om met een Unimog-voertuig mee te rijden over diverse obstakels.